# Анималия
«Анималия» (англ. Animalia) — анимационный детский телесериал, основанный на одноимённой книге с картинками 1986 года иллюстратора Грэма Бэйса. Премьера «Анималии» состоялась 11 ноября 2007 года в Австралии на канале Network 10, два сезона были завершены 7 ноября 2008 года.

## Сюжет
Двое человеческих детей, Алекс и Зоуи, натыкаются на волшебную библиотеку, которая переносит их в населённый животными мир Анималия. Странные события подорвали цивилизацию Animalian, и Алекс и Зоуи объединяют усилия со своими новыми друзьями — гориллой Г'Бубу и игуаной Игги, чтобы спасти Анималию от злодеев.

## Персонажи

### Люди
- Алекс (озвучен Брук Майки Андерсон) — прирождённый художник, постоянно носящий альбом для рисования и карандаш. Он сохраняет хладнокровие и довольно увлечён чувством приключений. Также он атлетичен и может очень хорошо прыгать. Его способность видеть забытые порталы, которые могут перенести кого угодно в любую точку Анималии, делает его особенным.
- Зоуи (озвучена Кэти Ли) — дерзкая и умная, но доброжелательная и весёлая девушка. Она случайно познакомилась с Алексом и последовала за ним в мир Анималия. Несмотря на непростое начало, она нашла друга в лице Алекса, которого называет «Sketch Boy». Она — очень хороший рассказчик, о чём свидетельствует эпизод «Over and Beyond».
- Стэнли — библиотекарь, работающий в библиотеке Metro Library, человеческий двойник и близкий друг Ливингстона.
- Эмма — подруга Зоуи. Хотя она не показана на экране, её слышно в КПК Зоуи, когда она звонит ей. Эмму можно услышать в песне «Goodbye, We Must Be Staying». Она часто не верит Зоуи в существование Анималии.

### Животные
Примечание: в знак уважения к книге, имена всех животных начинаются с первой буквы названия их вида.
- Г'Бубу (озвучен Крисом Хоббсом) — зелёный самец гориллы, живёт в своём доме на дереве со своим лучшим другом Игги. Будучи ещё подростком, любит веселиться и обезьянничать. Несмотря на это, у него всё ещё есть чувство проницательности, будь то Анималия или его генеалогическое древо. Было показано, что он боится лягушек в эпизоде «Туман времени» (The Mists of Time), однако он поборол свой страх, когда Алекс, Зоуи и Игги были съедены гигантскими лягушками.
- Игги (озвучен Робертом Марком Кляйном) — самец игуаны с испанским акцентом и слегка возбудимым характером. Он считает себя больше всех, но всегда забегает вперёд. Игги и Г'Бубу были первыми, кто подружился с Алексом и Зоуи, когда они только приехали, и всегда готовы помочь своим новым друзьям с любой проблемой. Также Игги испытывает романтические чувства к Зоуи. Позже в мультсериале его голос был изменён. В эпизоде «Дон Игуана» (Don Iguana) он пытается доказать Зоуи свою храбрость, маскируясь под Дона Игуана, Д'Мстителя Анималии (Don Iguana, D'Avenger of Animalia). Он может маскироваться и менять цвет своего тела из-за того, что частично является хамелеоном через своего деда.
- Ливингстон Т. Лев (озвучен Крисом Хоббсом) — молодой король львов Анималии и Хранитель Ядра (Keeper of the Core). Является одним из главных героев сериала. Ливингстон обладает обширными знаниями о самом Ядре и обо всём и обо всех в Анималии. Он может быть мягким, услужливым и всегда готов к игре, но иногда он довольно самоуничижен, задаваясь вопросом, сможет ли он вернуть Анималию в нужное русло с её нестабильным ядром.
- Рини (озвучена Петой Джонсон) — чёрная носорожиха с шотландским акцентом. Она работает в Великой библиотеке Анималии (Animalia’s Great Library) и помогает Ливингстону поддерживать стабильность Ядра, когда что-то идёт почти не так. Почти такая же умная, как Ливингстон, и такая же дружелюбная, Рини имеет большое сердце, в котором есть место для всех, но также утверждает, что у неё есть «любовный друг» (love friend) по имени Рамбл.
- Аллегра (озвучена Кейт Хиггинс) — самка американского аллигатора подросткового возраста, живущая на болоте. Аллегра — самолюбивое и вспыльчивое существо, которое очень защищает свою землю. Она мечтает стать певицей, но другие считают это маловероятным из-за её ужасного голоса, за исключением двух её подруг, Битзи и Снитзи, которые постоянно следуют за Аллегрой и восхищаются её мыслями. Пение аллегры улучшилось, когда Зоуи начала учить её в «Animalia’s Talent-o-Topia». Коронная фраза Аллегры — «Bang-a-lang!», которую она произносит в какой-то момент почти в каждом эпизоде.
- Тиранник (озвучен Дином О'Горманом) — хитрый бенгальский тигр, главный антагонист «Анималии». Тиранник считает, что именно он должен быть правителем Анималии, а не Ливингстон. Он находит способы продвинуться вперёд, используя различные схемы быстрого обогащения, презирает Алекса и Зоуи, которых называет «вонючими жуками» (stink bugs), и даже хочет избавиться от них. Также он пытается выгнать Г'Бубу и Игги из Анималии. Ему помогает Фуксия. В итоге Тиранник поступил правильно, работая вместе с Алексом и Зоуи, остановив Крипера после того, как его обманули.
- Фуксия (озвучена Кэти Ли) — французская рыжая лиса с розовым мехом, помощница Тиранника и второстепенная антагонистка «Анималии». Всегда посланная, чтобы помочь ему составить или разработать планы, она очень умна. Фуксия часто неохотно помогает Тираннику осуществить его планы. Она уважает своего босса, хотя часто кажется забавленной действиями Тиранника, на которого также немного раздражается.
- Элни (озвучена Петой Джонсон) и Эрно (озвучен Крисом Хоббсом) — два дружелюбных африканских лесных слона, которые управляют местным рестораном Elephants Eatery для всех жителей Анималии. Тёплая личность Элни делает её привлекательной для всех, в то время как кулинария Эрно — это то, что рекомендуют попробовать посетителям ресторана, несмотря на то, что сам Эрно склонен к панике.
- Херри и Хорбл «Ужасные свиньи» (Horrible Hogs) (озвучены Дином О'Горманом и Робертом Марком Кляйном) — бородавочники с акцентом кокни, временами немного грубоваты; дуэт преступников. В основном, их можно увидеть катающимися на своих мотоциклах, специально оборудованных громкоговорителями, которые играют музыку, куда бы они ни поехали. Большую часть времени они обычно совершали поступки или выполняли приказы Аллегры или Тиранника. Иногда их арестовывали и сажали в тюрьму.
- Мельба и Мелфорд — основные репортёры новостей Animalia News, транслирующие все текущие новости и события на Fluttervision. Мельба более уравновешенный и спокойный, в то время как Мелфорд немного более невротичный и довольно медленно соображающий.
- Зи и Зед — две равнинные зебры, которые летают на своём большом дирижабле, рассказывая о Анималии с высоты птичьего полёта. В то время как у Зеда на плечах уравновешенная голова, Зи очень возбудима и иногда не может удержаться от возбуждённого разговора.
- Битси и Снитзи — две подруги Аллегры, которые делают всё, что она говорит. Они единственные, кто уважает пение Аллегры до того, как Зоуи научила её этому.
- «Виктор и Вербал» — комедийный дуэт стервятников. Виктор — еврейский комик, а Вербал — остроумный партнёр Виктора, выступающий в качестве его манекена-чревовещателя. Они чрезвычайно популярны не потому, что они вегетарианцы, в отличие от обычных стервятников, а потому, что их годы весёлых стендапов сделали их незабываемым дуэтом.
- Ромболт — чёрный носорог и главный начальник офиса Fluttervision.
- Жираф — персонаж, появившийся в нескольких эпизодах «Анималии». Тем не менее, все появления жирафов являются фоновыми и краткими, без каких-либо реплик. Пол жирафа неизвестен.
- Крипер (озвучен Джоуи Лоцко) — антагонист «Анималии», был частью команды сообщества до тех пор, пока его не изгнали за использование секретных порталов для кражи из домов животных. Во время показа сериала форма Крипера оказывается длиннохвостой лаской, которая в конечном итоге потерялась в своих собственных порталах. Однажды Алекс встречает его, и, маскируясь под «TC», Крипер освобождается, и Алекс не понимает, кто он такой. Крипер, чьё настоящее имя — Вустер К. Ласка, планирует свергнуть Анималию, взяв под контроль Ядро. Крипер является главным героем во всех своих появлениях, кроме эпизода «Поиски Игги» (Iggy’s Quest), потому что он появился только в кошмаре Игги. В конце сериала он терпит поражение, когда Ливингстон касается Ядра, в котором Крипер всё ещё находился внутри, в результате чего его выбрасывают, как Ядро-спору (Core-spore), в Ветер Без Возврата (Wind of No Return). В начале сериала он был соратником Тиранника.
- Туканы (озвучены Робертом Марком Кляйном) — красочная группа птиц, которые, когда говорят, произносят только одно слово в каждом предложении. Иногда они путают слова и свои предложения, что приводит к катастрофическим результатам; это было особенно очевидно в эпизоде «Long Story Short».
- Бабочки — насекомые, перелетающие из дома в дом и организующиеся в виде большого экрана, на котором жители Анималии могут наблюдать за последними событиями из новостей. Они делают это только на короткое время, так как они изнашиваются, если смотреть слишком долго. В эпизоде «Зима бабочек» (Butterfly Winter) они были схвачены тигром Тиранником.
- Питер Эпплботтом (озвучен Крисом Хоббсом) — сумасшедший учёный-горилла. Он упоминается Г'Бубу в эпизоде «Исправление написанное» (Righting the Writing). Впервые появился в эпизоде «Быть Питером Эпплботтомом» (Being Peter Applebottom). К сожалению для Г'Бубу, Эпплботтом из прошлого, и поскольку Г'Бубу получил по голове орех с ягодами бонго, ему промыли мозги, заставив думать, что он Питер Эпплботтом.
- Дагмонтский дракон — союзник, захвативший Зи и Зеда.
- Причуда (озвучена Петой Джонсон) — единорог в эпизоде «Over and Beyond». Когда Зои и Игги коснулись её рога, их перенесло обратно в Анималию, о которой она не знала.
- Кармайн Хамелеон — дедушка Игги.
- Эхо Элефант — дочь Элни и Эрно.
- Хоуп и Хармони Хогс — пара сестёр-бородавочников, которые гораздо более женственны, чем их родственники мужского пола, и любят прыгать по джунглям. Они — любовные интересы Херри и Хорбла, которые, видимо, нравятся им, несмотря на то, что они ненадолго влюбляются в Г'Бубу и Игги.
- Blue Cap Nut Mice
- Почтальон — улитка, которая служит животным эквивалентом почтальона, но чрезвычайно медленна, часто ей требуются годы, чтобы доставить письмо получателю. Шутка — когда персонажи жалуются на опоздания, он отвечает словами: «Дайте мне передышку. Это улиточная почта» (Give me a break. It’s snail mail).

## Производство
В мультсериале «Анималия» используется компьютерная анимация. 40 получасовых эпизодов были созданы компанией Animalia Productions, базирующейся в Village Roadshow Studios в Квинсленде, и компаниями по визуальным эффектам Photon VFX и Iloura Digital Pictures. Анимация была отрисована компанией Autodesk Maya.

### Разработка
Впервые сериал «Анималия» был задуман в 1999 году, когда австралийский продюсер Юэн Бернетт встретился с Грэмом Бейсом и получил права на экранизацию бестселлера. В начале 2002 года Бернетт завершила соглашение о финансировании с австралийскими и международными партнёрами и инвесторами, но проект был отложен, когда британское правительство пересмотрело законы Соединённого Королевства о налогообложении, и проекты, претендующие на особый налоговый статус, должны были быть реализованы в том финансовом году, в котором они были заявлены. В 2005 году, после трёх лет рефинансирования, началось производство «Анималии».
Мультсериал «Анималия» был создан на основе одноимённой иллюстрированной книги, на каждом развороте которой изображена сложная иллюстрация, где каждое животное и объект начинается с определённой буквы алфавита. Сериал разработан с концепцией фэнтезийного мира, где животные всех видов смешиваются и взаимодействуют.

## Трансляция
Дистрибьюцией «Анималии» на всех территориях занималась компания BBC Worldwide, в то время как в Северной Америке сериал распространялся компанией PorchLight Entertainment. В декабре 2009 года компания Cyber Group Studios приобрела права на глобальное распространение у обеих компаний.
В Австралии, начиная с 11 ноября 2007 года, «Анималия» транслировалась по воскресеньям в полдень на канале Network 10, а с мая 2008 года — на канале Nickelodeon. В Великобритании «Анималия» транслировалась с 19 ноября 2007 года на канале CBBC (BBC One), а в США — с 5 января 2008 года на канале «PBS Kids Go!».
С 3 ноября 2008 года «Анималия» также транслировалась в Норвегии на канале NRK. В Латинской Америке мультсериал транслировался на канале Animal Planet, а в Венесуэле — на канале Tves. В Индии «Анималия» транслируется на канале Cartoon Network India.
В России «Анималия» транслировалась на канале «Бибигон» (позднее — «Карусель»).